# Ashley Johnson (rugby à XV)
Pour les articles homonymes, voir Johnson.

a Compétitions nationales et continentales officielles uniquement.

b Matchs officiels uniquement.
Dernière mise à jour le 30 janvier 2024.
Ashley Johnson, né le 16 mai 1986 à Wynberg (Afrique du Sud), est un joueur de rugby à XV international sud-africain, évoluant aux postes de troisième ligne ou de talonneur. Il est entraineur-joueur avec le club anglais de Birmingham-Moseley en National League One depuis 2020.
Il est le fils de Archie Johnson, ancien joueur de rugby au poste de pilier, ayant évolué avec les « SA Proteas ».

## Carrière

### En club
Ashley Johnson est scolarisé au lycée du Paarl Gimnasium (en), et il est le capitaine de l'équipe de rugby de l'établissement. Parallèlement, il joue avec l'académie de la Western Province lors de la Craven Week 2004. En 2006, il rejoint les Free State Cheetahs, avec qui il termine sa formation.
Sa carrière professionnelle débute en 2007 avec les Free State Cheetahs, lorsqu'il est appelé à disputer la Vodacom Cup. Bien qu'il soit formé au poste de talonneur, il commence sa carrière en troisième ligne. Plus tard la même année, il joue également en Currie Cup avec cette même équipe. Lors de la Vodacom Cup 2009, il rejoue quelques matchs au poste de talonneur,. En 2008 et 2009, il est prêté aux Griffons, avec qui il dispute la Currie Cup First Division,.
En 2010, il rejoint la franchise des Cheetahs pour disputer le Super Rugby. Il joue son premier match le 12 février 2010 contre les Bulls. Il ne joue que quatre rencontre lors de sa première saison, avant de se blesser pour le reste la compétition. Il devient un cadre de l'équipe lors de la saison suivante, où il dispute quinze rencontres (pour treize titularisations), avant d'être relégué au rôle de doublure en 2012 (seize matchs, quatre titularisations). En avril 2018, il est suspendu pour une durée de six mois pour un usage, jugé involontaire, d'une substance dopante,.
En 2012, il rejoint le club anglais des London Wasps évoluant en Premiership. Grâce à ses qualités mêlant puissance physique et mobilité, il s'impose immédiatement comme un joueur important de l'effectif du club londonien,. À partir de 2015, il est nouveau utilisé régulièrement au poste de talonneur. Il joue plus de deux cents rencontres en huit saisons avec cette équipe.
En juin 2020, il est annoncé qu'il n'est pas conservé par les Wasps au terme de la saison. Après avoir pendant un temps envisagé un retour en Afrique du Sud, il devient finalement entraineur-joueur du club de Birmingham-Moseley, évoluant en National League One (troisième division anglaise). 
Il occupe ce rôle pendant deux saisons, avant de retourner aux Wasps en 2022, en tant qu'entraîneur des avants pour l'Academy (centre de formation).

### En équipe nationale
Ashley Johnson joue avec l'équipe d'Afrique du Sud des moins de 21 ans dans le cadre du championnat du monde junior 2006 joué en France.
En 2008, il joue avec les Emerging Springboks (Afrique du Sud A), remportant à cette occasion la IRB Nations Cup.
Il est sélectionné pour la première fois avec les Springboks en novembre 2009 par le sélectionneur Peter de Villiers, bien qu'il n'ai encore jamais joué en Super Rugby. Il ne connait alors aucune sélection, mais dispute un match non-officiel contre le club anglais de Leicester.
Il rappelé en sélection nationale en juin 2011, afin de disputer le Tri-nations et préparer la Coupe du monde à venir. Il obtient sa première cape internationale le 23 juillet 2011 à l’occasion d’un match contre l'équipe d'Australie à Sydney. Il enchaine ensuite deux autres rencontres lors du Tri-nations, mais ne sera finalement pas retenu pour la Coupe du monde,.

## Palmarès

### En club
- Finaliste de la Premiership en 2016-2017 avec les Wasps.

## Statistiques
Au 14 janvier 2021, Ashley Johnson compte 3 capes en équipe d'Afrique du Sud, dont une en tant que titulaire, depuis le 23 juillet 2011 contre l'équipe d'Australie à Sydney.
Il participe à une édition du Tri-nations, en 2011. Il dispute trois rencontres dans cette compétition.